# Azemiops kharini
Espèce
Azemiops kharini est une espèce de serpents de la famille des Viperidae.

## Répartition
Cette espèce se rencontre :
- dans le Nord du Viêt Nam ;
- en Chine dans l'Est du Yunnan, au Guangxi, au Guizhou, dans l'Est du Sichuan, au Fujian, au Zhejiang et au Jiangxi.

## Étymologie
Cette espèce est nommée en l'honneur de Vladimir Emelyanovich Kharin.

## Publication originale
- Orlov, Ryabov, Tao Thien Nguyen 2013 : On the Taxonomy and the Distribution of Snakes of the Genus Azemiops Boulenger, 1888: Description of a New Species. Russian Journal of Herpetology, vol. 20, no 2, p. 110-128.